# Lauren Hewitt
Lauren Hewitt, född 25 november 1978, är en australisk friidrottare. Hon deltog vid olympiska sommarspelen 1996, olympiska sommarspelen 2000 och olympiska sommarspelen 2004.